# Vuelo 981 de Turkish Airlines
El vuelo 981 de Turkish Airlines (TK981/THY981) fue un vuelo internacional programado entre Estambul (Turquía) y Londres (Reino Unido), con una escala en París (Francia). El 3 de marzo de 1974, el McDonnell Douglas DC-10 que operaba el vuelo sufrió una descompresión explosiva que causó un daño catastrófico a los controles de vuelo y posteriormente se estrelló en el bosque de Ermenonville, cerca de París, matando a las 346 personas a bordo. Por el lugar donde se estrelló el avión, el accidente es conocido como la «tragedia aérea de Ermenonville».
El accidente se debió a la mala cerradura del sistema de carga de enganche, lo que permitió que la puerta del compartimiento de carga se abriera en pleno vuelo. La descompresión resultante de la bodega provocó el colapso del piso por encima de la puerta. Las líneas hidráulicas de la aeronave se rompieron, lo cual dejó a los pilotos sin control alguno sobre el avión. Los problemas en la aeronave se habían encontrado, pero no se corrigieron en el TC-JAV, ni en muchos otros aviones DC-10. Las reputaciones de McDonnell Douglas y la del DC-10, fueron dañadas irreparablemente.
El accidente del vuelo 981 fue el desastre aéreo más mortífero de todos los tiempos, antes del accidente de Los Rodeos de 1977, y continuó siendo el accidente más mortífero de un solo avión de pasajeros hasta el desastre del vuelo 123 de Japan Airlines en 1985.
Fue el desastre aéreo más grave de 1974, también es el peor en territorio francés, el más mortífero de un McDonnell Douglas DC-10 y el cuarto más mortal a nivel mundial en la historia de la aviación.

## Avión

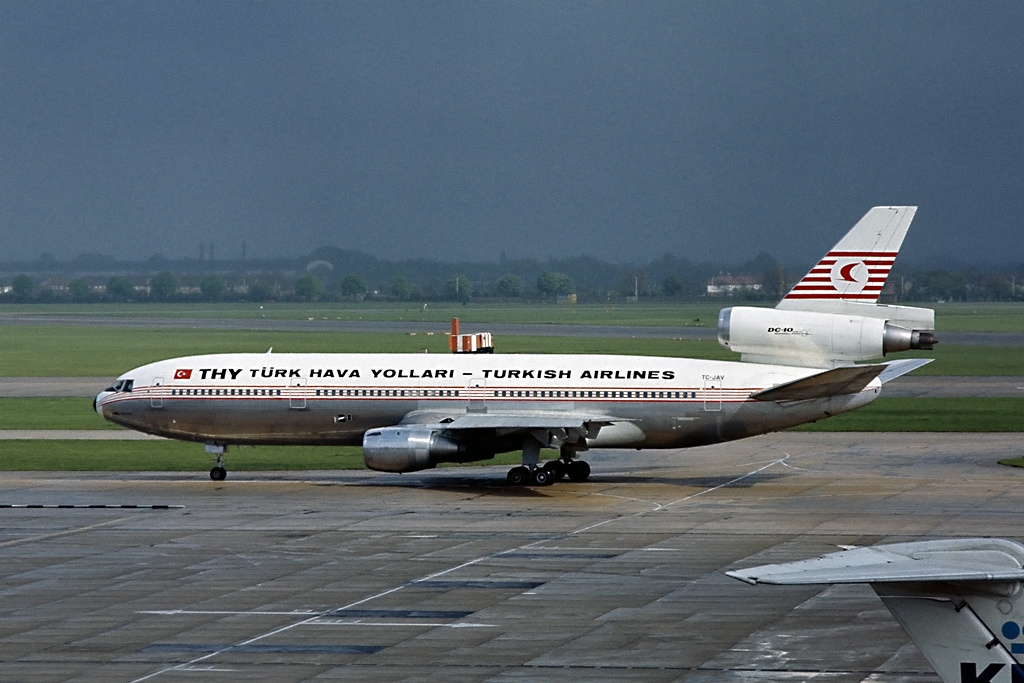
TC-JAV, el avión involucrado en el accidente, en el aeropuerto de Londres-Heathrow el 10 de mayo de 1973.

El avión, un DC-10 Serie 10 de 2 años (nombre de producción "Ship 29") fue construido en Long Beach (California) como N1337U, lo que significa que iba a ser originalmente entregado a United Airlines, pero la aerolínea no aceptó el avión. En su lugar, fue alquilado a Turkish Airlines el 10 de diciembre de 1972 como TC-JAV, y bautizado con el nombre de "Ankara". Tenía el número de serie 46704 y estaba equipado con motores General Electric CF6-6D. Este avión en particular podía transportar a un máximo de 380 pasajeros en configuración de clase única.
En el momento del accidente, el avión tenía 21055 horas de vuelo y 1537 ciclos acumulados.

## Accidente
El vuelo 981 había despegado desde Estambul en la mañana y aterrizó en el aeropuerto Internacional Orly de París justo después de las 11:00 a. m. hora local. El avión solo llevaba 167 pasajeros y 13 miembros de la tripulación en su primera etapa. 50 pasajeros desembarcaron en París. El vuelo de la segunda etapa, desde París al aeropuerto de Heathrow en Londres, fue vendido normalmente, pero debido a una huelga de los empleados de la aerolínea británica British European Airways (BEA), muchos vuelos a Londres se hallaban cancelados, lo que provocó que pasajeros británicos que estaban varados en Orly ocuparan asientos en el vuelo 981. Entre ellos había 17 jugadores de rugby inglés que habían asistido a un partido entre Francia e Inglaterra el día anterior; en el vuelo también viajaban cuatro modelos de moda británicas, 48 empleados administrativos del banco de Japón camino a Inglaterra, así como pasajeros de una docena de países.
La aeronave partió de Orly hacia Heathrow en torno a 12:30 horas. Despegó en dirección este, luego al norte para evitar volar directamente por encima de París. Poco después se autorizó el vuelo a nivel de 230, y comenzó a girar hacia el oeste. Justo después del paso del vuelo 981 sobre la ciudad de Meaux, los controladores captaron brevemente un segundo eco que permaneció estacionario detrás del vuelo 981; probablemente se trataba de los restos de la puerta de carga trasera. Los controladores también captaron una trasmisión distorsionada del avión donde escucharon entre el ruido de la despresurización de la aeronave y el exceso de palabras en turco de los pilotos, al copiloto diciendo «¡El fuselaje ha estallado!».
El vuelo desapareció del radar poco después y sus restos más tarde fueron encontrados en el Sillón de Dammartin, en el bosque de Ermenonville, cerca de la ciudad de Senlis. La aeronave se desintegró en miles de pedazos pequeños. Los incendios posteriores al choque fueron pequeños porque había pocas estructuras grandes intactas para quemar. De las 346 personas a bordo, solo 40 cuerpos fueron identificables visualmente. Nueve pasajeros nunca fueron identificados y seis salieron despedidos sobre Saint-Pathus.
Los restos estaban tan dispersos que en principio la investigación sugería que una bomba podría haber sido colocada a bordo. Turquía sugirió informes de noticias que un grupo tenía la intención de estallar un avión de BEA e incluso dos grupos terroristas llamaron para reclamar la responsabilidad pero ninguna de esas teorías prosperó.

## Pasajeros

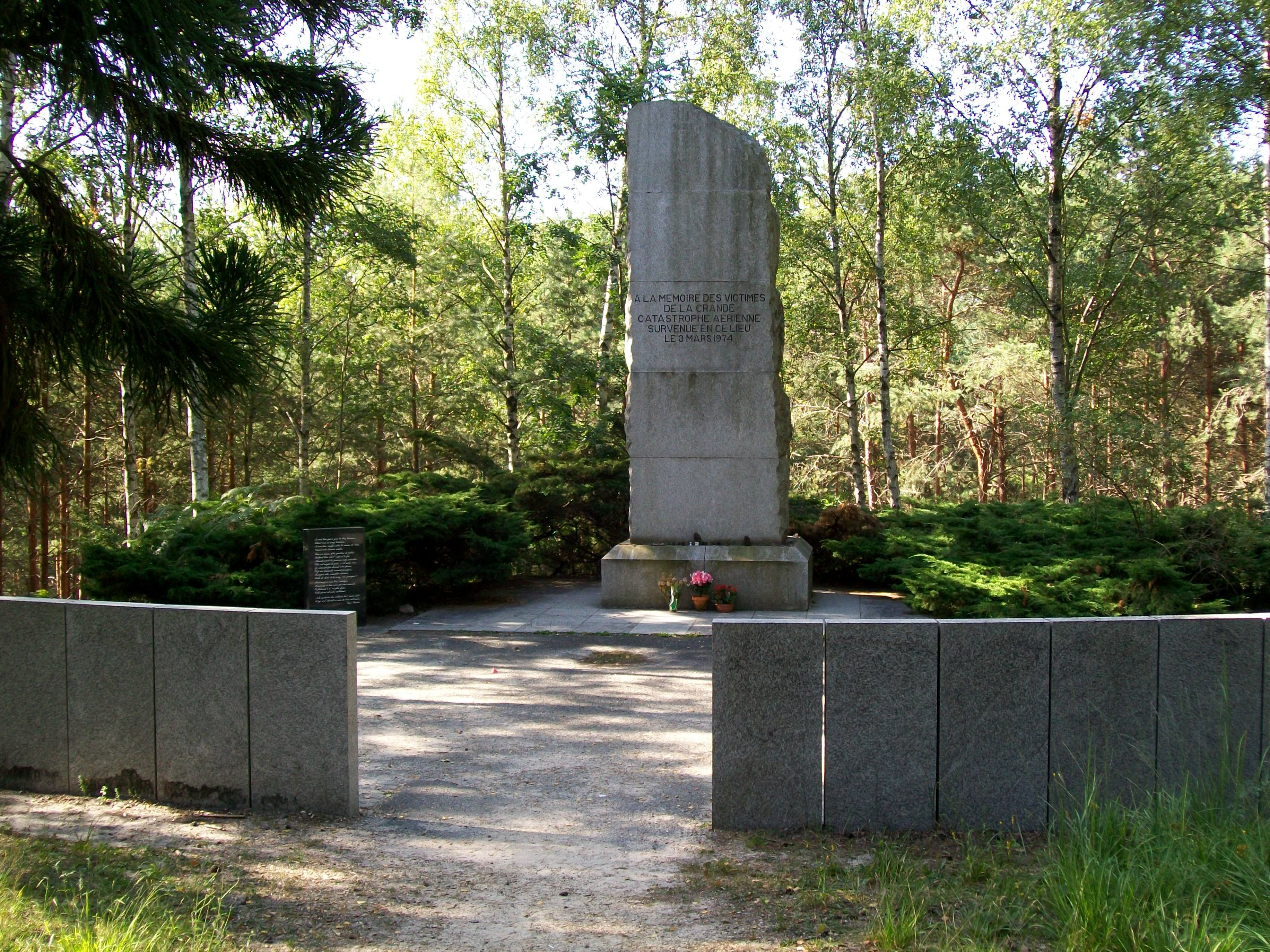
Monumento a las víctimas en el lugar del accidente.

167 pasajeros volaron en el tramo de Estambul a París, y cincuenta de ellos desembarcaron en París. 216 nuevos pasajeros, muchos de los cuales se supone que habían volado con Air France, BEA, Pan Am o TWA, embarcaron en el vuelo 981 en París. En consecuencia la parada técnica, normalmente de una hora, fue de una hora y treinta minutos.
Algunos pasajeros cancelaron sus billetes debido a los retrasos o porque no habían encontrado suficientes asientos.
La mayoría de los pasajeros (177 pasajeros) eran de origen francesa, y la tripulación turca.
Entre los pasajeros británicos había miembros de un equipo amateur de rugby procedentes de Bury St Edmunds, Suffolk, quienes regresaban del partido del torneo Cinco Naciones entre Francia e Inglaterra y el ejecutivo sindicalista James Conway. La selección inglesa estuvo a punto de tomar el avión siniestrado, pero en su lugar tomó el vuelo de Air France operado por un Boeing 727.
Fuentes de la embajada japonesa dijeron que un total de 49 pasajeros japoneses se encontraban a bordo. De estos, 38 eran graduados universitarios japoneses que estaban haciendo una gira por Europa y que tenían previsto reunirse con diversas firmas japonesas tras la conclusión de su gira.
Fuentes turcas dijeron que había quince turcos a bordo.

### Pasajeros notables a bordo
- Charles Bowley, una autoridad reconocida internacionalmente en la transfusión de sangre.
- Jordán de la Cazuela (52), guionista y humorista argentino de origen español, que viajaba hacia Londres con su esposa y su hija menor, de 15 años.
- Jim Conway, secretario del sindicato AUEW de Gran Bretaña.
- John Cooper, quien había ganado las medallas de plata en los 400 metros vallas masculinos y los 4X400 metros en las Olimpiadas de 1964 en Tokio.[7]
- Francisco Esperanza, corresponsal europeo del periódico El Observador.
- Hubert Jake y Geoffrey Davies Brigstocke, de Gran Bretaña dos de las principales autoridades en el derecho del mar.
- Patrick Hutton, principal funcionario científico en el British Atomic Weapons de Investigación (AWRE).
- Graham Wood, exalcalde de Brighouse, West Yorkshire, Inglaterra.
- Wayne Wilcox, agregado cultural al servicio de Estados Unidos en la embajada en Londres y presidente del Departamento de Ciencias Políticas de la Universidad de Columbia, con su esposa, y dos de sus cuatro hijos.

## Nacionalidades en el avión
Las nacionalidades de los 335 pasajeros y 11 miembros de la tripulación incluyeron 47 países diferentes:
| Nacionalidad   | Pasajeros | Tripulación | Total |
| -------------- | --------- | ----------- | ----- |
| Reino Unido    | 176       | 4           | 180   |
| Japón          | 47        | 0           | 47    |
| Turquía        | 43        | 4           | 47    |
| Estados Unidos | 22        | 0           | 22    |
| Francia        | 18        | 3           | 21    |
| Italia         | 10        | 0           | 10    |
| Tailandia      | 9         | 0           | 9     |
| Austria        | 7         | 0           | 7     |
| China          | 6         | 0           | 6     |
| Brasil         | 5         | 0           | 5     |
| Hong Kong      | 5         | 0           | 5     |
| Canadá         | 4         | 0           | 4     |
| Argentina      | 3         | 0           | 3     |
| Portugal       | 3         | 0           | 3     |
| Serbia         | 3         | 0           | 3     |
| Taiwán         | 3         | 0           | 3     |
| Australia      | 2         | 0           | 2     |
| Corea del Sur  | 2         | 0           | 2     |
| Egipto         | 2         | 0           | 2     |
| Filipinas      | 2         | 0           | 2     |
| Hungría        | 2         | 0           | 2     |
| India          | 2         | 0           | 2     |
| México         | 2         | 0           | 2     |
| Panamá         | 2         | 0           | 2     |
| Singapur       | 2         | 0           | 2     |
| Alemania       | 1         | 0           | 1     |
| Bélgica        | 1         | 0           | 1     |
| Chipre         | 1         | 0           | 1     |
| España         | 1         | 0           | 1     |
| Ghana          | 1         | 0           | 1     |
| Grecia         | 1         | 0           | 1     |
| Indonesia      | 1         | 0           | 1     |
| Irán           | 1         | 0           | 1     |
| Irlanda        | 1         | 0           | 1     |
| Israel         | 1         | 0           | 1     |
| Malasia        | 1         | 0           | 1     |
| Marruecos      | 1         | 0           | 1     |
| Nigeria        | 1         | 0           | 1     |
| Noruega        | 1         | 0           | 1     |
| Nueva Zelanda  | 1         | 0           | 1     |
| Países Bajos   | 1         | 0           | 1     |
| Pakistán       | 1         | 0           | 1     |
| Polonia        | 1         | 0           | 1     |
| Senegal        | 1         | 0           | 1     |
| Sudáfrica      | 1         | 0           | 1     |
| Suecia         | 1         | 0           | 1     |
| Suiza          | 1         | 0           | 1     |
| Vietnam        | 1         | 0           | 1     |
| Total          | 335       | 11          | 346   |

## Investigación
La grabadora de datos de vuelo y la grabadora de voces de la cabina mostraron que el primer indicio de que la tripulación de vuelo tenía algún problema fue un ruido sordo que tuvo lugar justo después que el avión pasó sobre Meaux. Ese sonido fue seguido por una ráfaga fuerte de aire, y el acelerador de la cola montado en el número 2 del motor se trabó en el mismo momento. En algún momento, uno de los tripulantes apretó el botón del micrófono, transmitiendo el caos en la cabina a la frecuencia de salida.
El avión se inclinó unos 20 grados hacia abajo y comenzó a ganar velocidad, mientras el capitán Nejat Berkoz (44) y el primer oficial Oral Ulusman (38) luchaban por obtener el control. Como la velocidad siguió en aumento, la elevación adicional comenzó a levantar el morro otra vez. Berkoz pidió "velocidad", y una vez más comenzó a empujar las palancas hacia adelante, con el fin de nivelar. Era demasiado tarde, sin embargo, y 72 segundos después de la descompresión, el avión se estrelló en el bosque a una velocidad de unos 430 nudos (796 km/h), en un leve giro a la izquierda. La velocidad del impacto hizo que el avión se desintegrara.
Los restos quedaron tan fragmentados que era difícil decir si cualquier parte de la aeronave estaba desaparecida. Un controlador de tráfico aéreo observó que a medida que el vuelo fue autorizado a FL230, había visto brevemente un segundo eco en su radar, permaneciendo inmóvil detrás de la aeronave. Un agricultor pronto llamó por teléfono: la escotilla de carga trasera bajo el suelo del avión, partes de la planta interior, y seis asientos para pasajeros, sin soltar a sus ocupantes japoneses muertos, habían caído en un campo de nabos, cerca de la localidad de Saint-Pathus, a unos 15 kilómetros al sur del lugar del accidente principal.
Los investigadores franceses determinaron que la escotilla de carga trasera había fallado en vuelo, y la zona de carga había sufrido una descompresión violenta. La diferencia resultante en la presión del aire entre la zona de carga y la cabina de pasajeros a presión por encima de ella, que ascendía a varias libras por pulgada cuadrada, causó una ruptura del suelo de la cabina por encima de la escotilla abierta y expulsó a través del agujero dos filas de asientos de pasajeros unidos a la sección del piso. Los cables de control que corrían por debajo de la sección del piso que se rompió, quedaron inutilizados y los pilotos perdieron la capacidad de controlar el avión, en particular, el timón y el motor número 2. La pérdida del control de estos componentes clave era catastrófico y mermó considerablemente la capacidad de los pilotos para controlar el avión entero.
Lloyd de Londres, aseguradora que cubría a Douglas Aircraft, llamó a Failure Analysis Associates (hoy Exponent, Inc.) para investigar el accidente también. En la investigación de la compañía, el Dr. Alan Tetelman señaló que las patillas de la puerta de carga habían sido limadas. Se enteró de que en una escala en Turquía, los equipos de tierra había tenido problemas para cerrar la puerta. Después de que menos de un cuarto de pulgada fuera sacado de las espigas, fueron capaces de cerrarlo sin esfuerzo. Se comprobó mediante pruebas que la puerta posteriormente cedió a aproximadamente 15 libras de presión, en contraste con las 300 libras de presión que había sido diseñada para soportar.

## Dramatización
Los eventos del vuelo 981 están recreados en el tercer episodio de la quinta temporada de Mayday: catástrofes aéreas, titulado «Explosión fatal» en Hispanoamérica y «A puerta cerrada» en España. El episodio también cubre el incidente del vuelo 96 de American Airlines.

## Galería

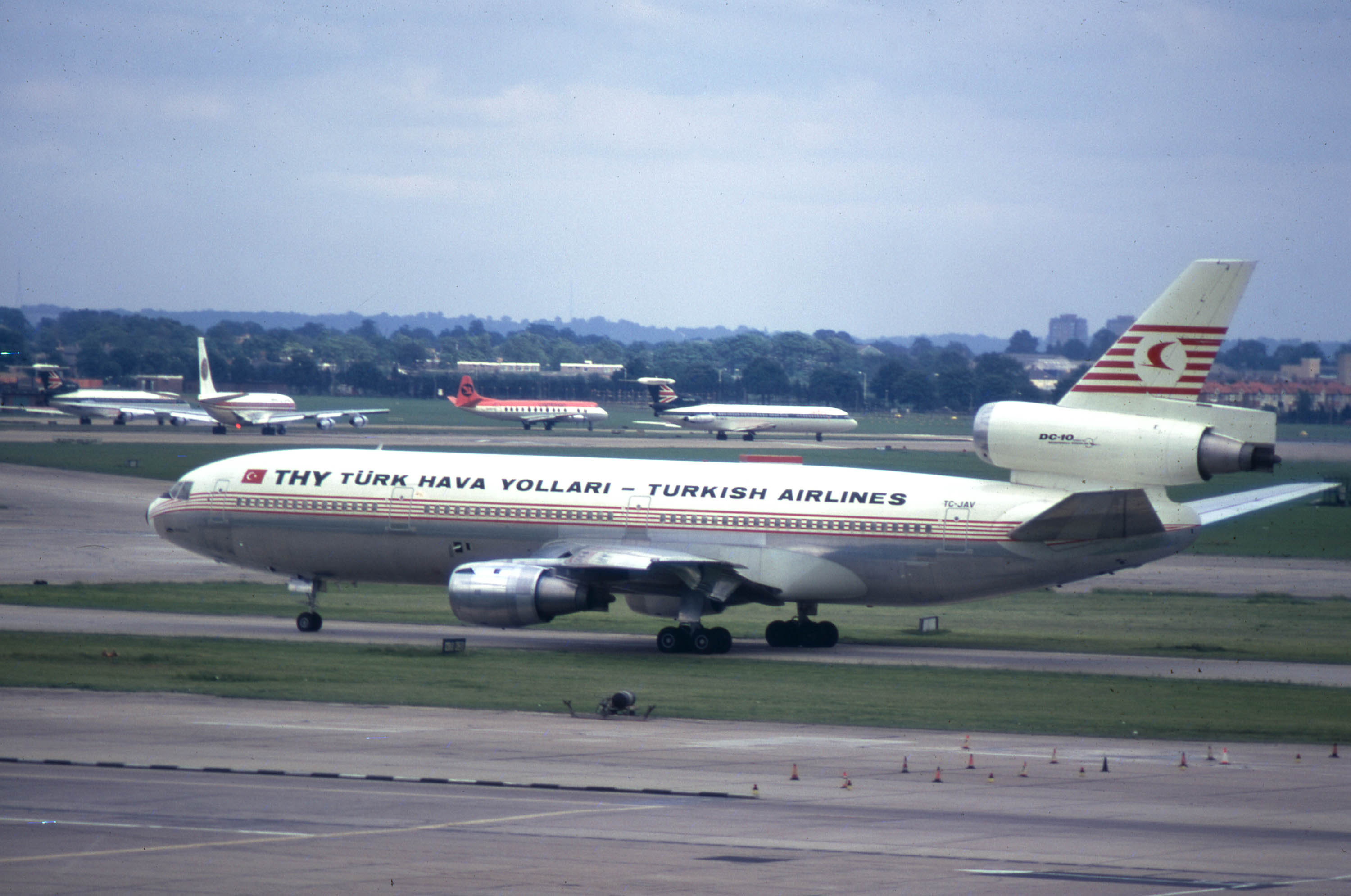
El avión involucrado en el accidente en el verano de 1973. Al fondo se ven dos Hawker Siddeley Trident operados por British European Airways, un Boeing 707 operado por Egyptair y un Vickers Viscount operado por Cambrian Airways.
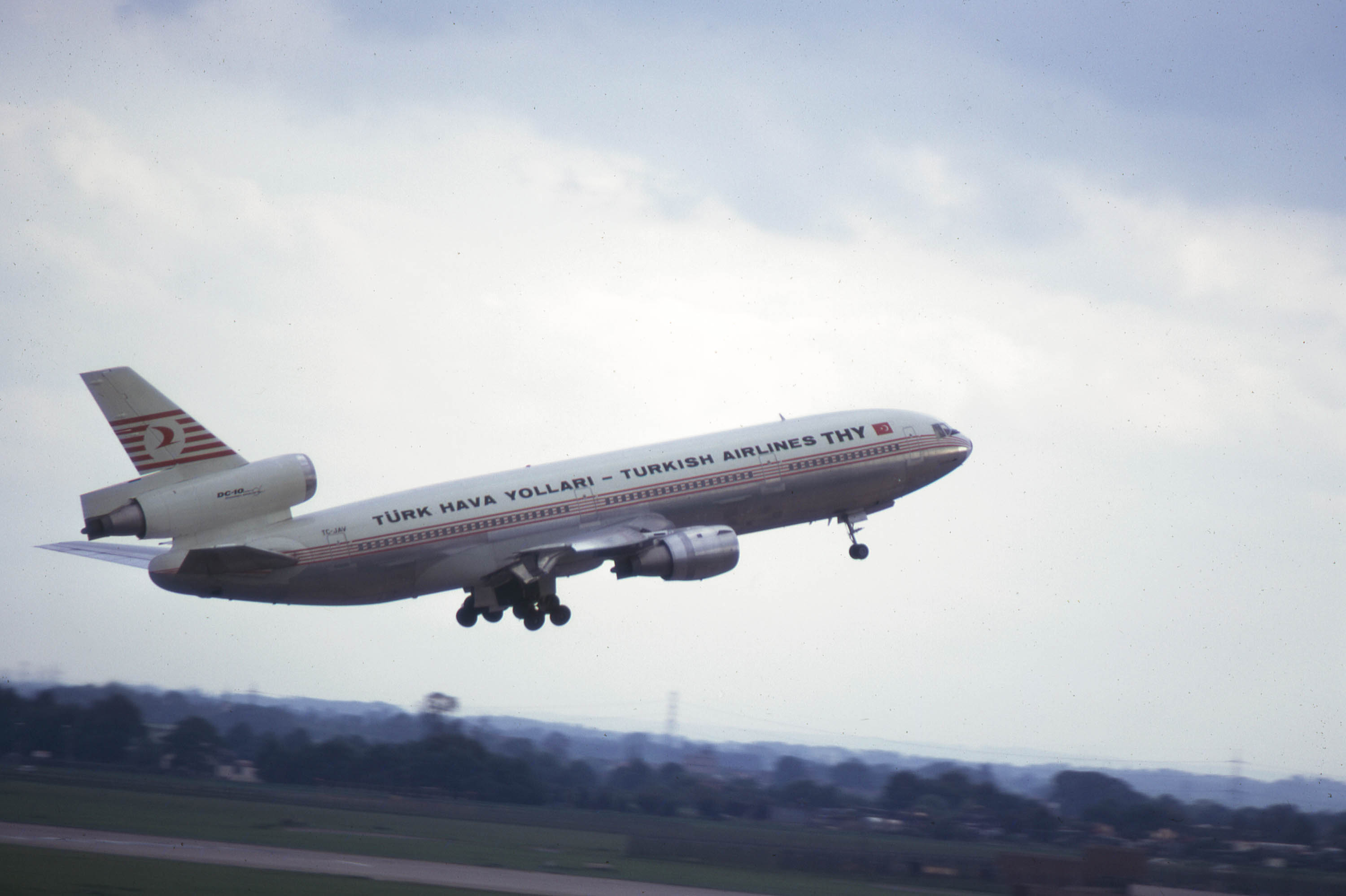
El avión accidentado en el verano de 1973, fotografiado mientras despegaba.
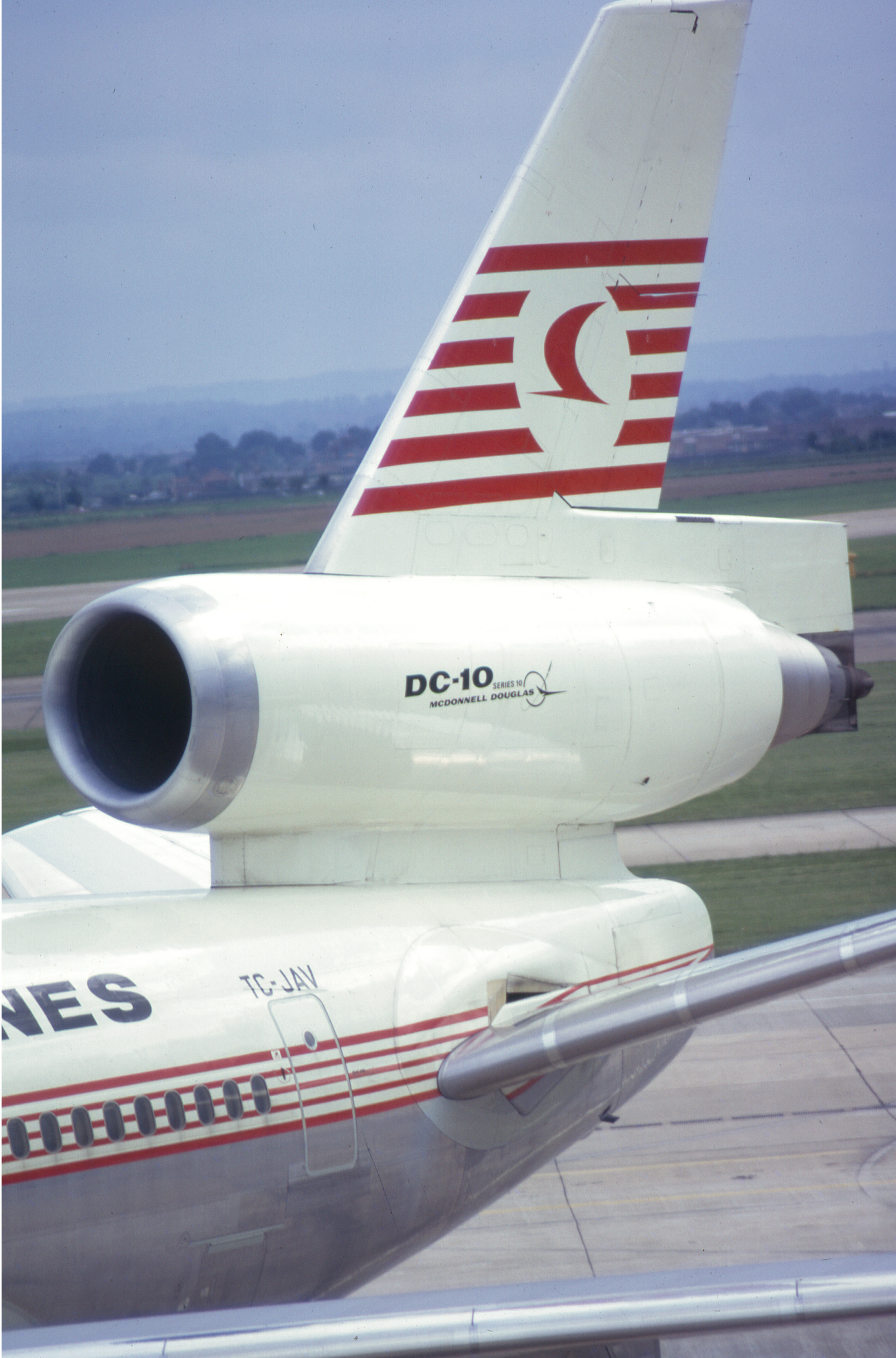
Vista del motor de la cola del avión accidentado.